# Hengest y Horsa

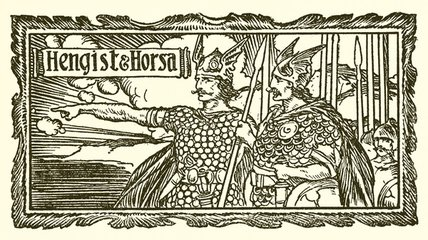
Los hermanos en Pageant of British History, de Edward Parrott (1909)

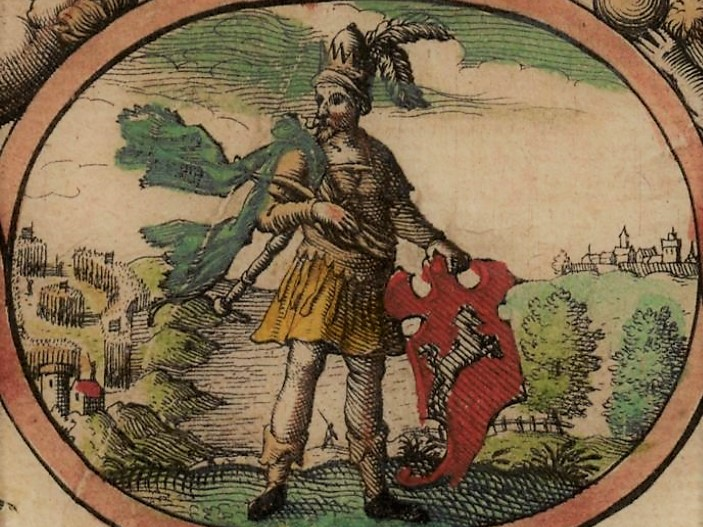
Hengest en Saxon Heptarchy, de John Speed (1611)

Hengest y Horsa son hermanos germánicos que, según la tradición, lideraron a los anglos, sajones y jutos durante su invasión de Gran Bretaña en el siglo V. La leyenda enumera a Hengest como el primero de los reyes jutos de Kent.
El consenso académico moderno considera a Hengest y Horsa como figuras míticas, dados sus nombres de animales aliterados, la naturaleza aparentemente construida de su genealogía y la calidad incognoscible de las fuentes de Beda. Su posterior representación detallada en textos como la Crónica anglosajona dice más sobre las actitudes del siglo IX hacia el pasado que sobre la época en la que se dice que existieron.
Según las primeras fuentes, Hengest y Horsa llegaron a Gran Bretaña en Ebbsfleet, en la isla de Thanet. Durante un tiempo, sirvieron como mercenarios para Vortigern, rey de los britanos, pero luego se volvieron contra él (los relatos británicos dicen que lo traicionaron en la Noche de los cuchillos largos). Horsa murió luchando contra los británicos, pero Hengest conquistó con éxito Kent y se convirtió en el antepasado de sus reyes.
Una figura llamada Hengest, posiblemente identificable con el líder de la leyenda británica, aparece en el Fragmento de Finnsburg y en Beowulf. J. R. R. Tolkien ha teorizado que esto indica que Hengest/Hengist es la misma persona y se origina como una persona histórica.
Históricamente se decía que Hengest fue enterrado en Hengistbury Head, en Dorset.

## Etimología
Los nombres en inglés antiguo Hengest [ˈhendʒest] y Horsa [ˈhorˠzɑ] significan "semental" y "caballo", respectivamente.
La palabra original en inglés antiguo para caballo era eoh, la cual deriva de la base protoindoeuropea *éḱwos, de donde también proviene el latín equus, que dio lugar a las palabras inglesas modernas equine ("equino") y equestrian ("ecuestre"). Hors se deriva de la base protoindoeuropea *kurs, "correr", que también dio lugar a hurry ("prisa"), carry ("llevar") y current ("corriente") (los dos últimos son préstamos del francés). Hors finalmente reemplazó a eoh, siguiendo un patrón en otras lenguas germánicas donde los nombres originales de animales sagrados se abandonan por adjetivos; por ejemplo, la palabra bear ("oso"), que significa "el pardo". Mientras que la Historia eclesiástica y la Crónica anglosajona se refieren al hermano como Horsa, en la Historia de los britanos su nombre es simplemente Hors. Se ha sugerido que Horsa puede ser una forma de mascota de un nombre compuesto con el primer elemento de la palabra "horse".

### Historia eclesiástica del pueblo inglés
En su Historia eclesiástica, del siglo VIII, Beda registra que, según la tradición, los primeros jefes entre los anglos, sajones y jutos en Inglaterra habían sido Hengest y Horsa. Beda relata que Horsa murió en batalla contra los britanos y posteriormente fue enterrado en Kent Oriental, donde se encuentra un monumento en su honor. Según el autor, Hengest y Horsa eran hijos de Wictgils, hijo de Witta, hijo de Wehta, hijo de Woden.

### Crónica anglosajona
La Crónica anglosajona, que existe en nueve manuscritos y fragmentos compilados entre los siglos IX y XII, registra que en el año 449 Vortigern invitó a Hengest y Horsa a la isla de Gran Bretaña para ayudar a sus fuerzas en la lucha contra los pictos. Los hermanos desembarcaron en Eopwinesfleot (Ebbsfleet) y derrotaron a los pictos en reiteradas ocasiones. Hengest y Horsa enviaron un mensaje a Alemania describiendo "la inutilidad de los britanos y la riqueza de la tierra", y pidieron ayuda. Su petición fue concedida y llegó el apoyo. Posteriormente, llegó a Gran Bretaña más gente de "las tres potencias de Alemania: los viejos sajones, los anglos y los jutos". Los sajones poblaron Essex, Sussex y Wessex; los jutos Kent, la Isla de Wight y parte de Hampshire; y los anglos Anglia Oriental, Mercia y Northumbria (dejando su tierra natal original, Angeln, desierta). La Crónica de Worcester (Crónica D, compilada en el siglo XI) y la Crónica de Peterborough (Crónica E, compilada en el siglo XII) incluyen el detalle de que estas fuerzas estaban dirigidas por "los hermanos Hengest y Horsa, hijos de Wihtgils, hijo de Witta, hijo de Wecta, hijo de Woden", pero esta información no está incluida en las versiones A, B, C o F de los manuscritos.
En la entrada del año 455, la Crónica anglosajona detalla que Hengest y Horsa lucharon contra Vortigern en Aylesford y que Horsa murió allí. Entonces, Hengest tomó el control del reino con su hijo Esc. En 457, Hengest y Esc lucharon contra las fuerzas britanas en Crayford "y allí mataron a cuatro mil hombres". Los britanos abandonaron la tierra de Kent y huyeron a Londres. En 465, Hengest y Esc volvieron a luchar en la batalla de Wippedesfleot, probablemente cerca de Ebbsfleet, y mataron a doce líderes britanos. En el año 473, en la última entrada de la Crónica que menciona a Hengest o Horsa, se registra que Hengest y Esc tomaron un "inmenso botín" y que los britanos "huyeron de los ingleses como el fuego".

### Historia Brittonum

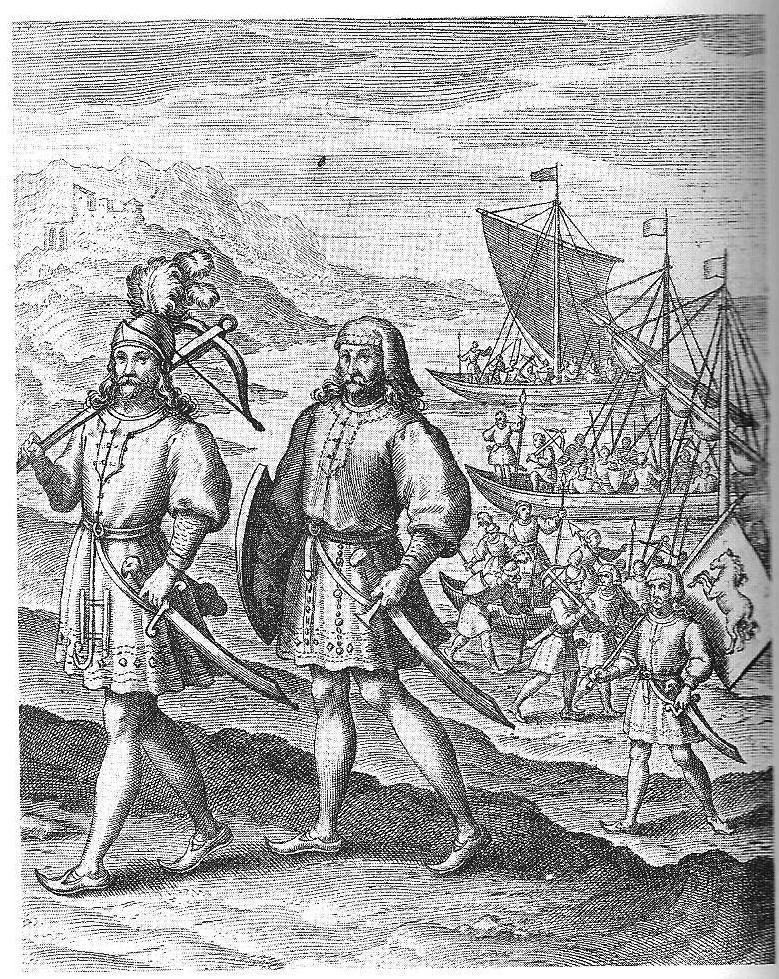
Hengest y Horsa llegando a Bretaña, según Richard Rowlands (1605)

La Historia Brittonum ("Historia de los britanos"), del siglo IX, atribuida al britón Nennio, registra que, durante el reinado de Vortigern en Gran Bretaña, llegaron a la isla tres barcos que habían sido exiliados de Alemania, comandados por Hengest y Horsa. La narración luego da una genealogía de los dos: Hengest y Horsa eran hijos de Guictglis, hijo de Guicta, hijo de Guechta, hijo de Vouden, hijo de Frealof, hijo de Fredulf, hijo de Finn, hijo de Foleguald, hijo de Geta. Se decía que Geta era hijo de un dios, pero "no del Dios omnipotente y de nuestro Señor Jesucristo", sino más bien "descendencia de uno de sus ídolos, y a quien, cegados por algún demonio, adoraban según la costumbre de los paganos". En el año 447, Vortigern recibió a Hengest y Horsa "como amigos" y les dio a los hermanos la isla de Thanet.
Después de que los sajones vivieran en Thanet durante "algún tiempo", Vortigern les prometió ropa y otras provisiones con la condición de que lo ayudaran a luchar contra los enemigos de su país. A medida que los sajones aumentaron en número, los britanos se volvieron incapaces de mantener su acuerdo, por lo que les dijeron que ya no necesitaban su ayuda y que debían regresar a casa.
Vortigern permitió que Hengest enviara a buscar a más compatriotas suyos para que lucharan por él. Se enviaron mensajeros a "Escitia", donde se seleccionaron "varios" guerreros y, con dieciséis barcos, los mensajeros regresaron. Con los hombres llegó la hermosa hija de Hengest. Éste preparó un banquete e invitó a Vortigern, sus oficiales y a Ceretic, su traductor. Antes de la fiesta, Hengest ordenó a su hija que sirviera a los invitados mucho vino y cerveza para que se emborracharan. En la fiesta, Vortigern se enamoró de ella y le prometió a Hengest todo lo que quisiera a cambio de su compromiso. Hengest, después de haber "consultado con los ancianos que lo atendieron en la carrera de Angle", exigió el territorio de Kent. Sin el conocimiento del entonces gobernante de Kent, Vortigern estuvo de acuerdo.
La hija de Hengest fue entregada a Vortigern, quien durmió con ella y se enamoró profundamente. Hengest le dijo a Vortigern que ahora sería su padre y su consejero y que Vortigern no conocería la derrota con su consejo, "porque la gente de mi país es fuerte, guerrera y robusta". Con la aprobación de Vortigern, Hengest enviaría a buscar a su hijo y a su hermano para luchar contra los escoceses y los que vivían cerca del muro. Vortigern estuvo de acuerdo y Ochta y Ebissa llegaron con 40 barcos, navegaron alrededor de la tierra de los pictos, conquistaron "muchas regiones" y asaltaron las islas Orcadas. Hengest continuó pidiendo más barcos desde su país, de modo que algunas islas donde anteriormente habitaba su pueblo quedaron libres de habitantes.
Mientras tanto, Vortigern había provocado la ira de Germán, obispo de Auxerre, al tomar a su propia hija por esposa y tener un hijo con ella, y se había escondido por recomendación de su consejo. Pero, al final, su hijo Vortimer se enfrentó a Hengest, Horsa y sus hombres en batalla, los obligó a regresar a Thanet y allí los rodeó y asedió por el flanco occidental. La guerra tuvo altibajos; los sajones ganaron terreno repetidamente y fueron rechazados varias veces. Vortimer atacó a los sajones cuatro veces: primero encerrando a los sajones en Thanet, una segunda vez luchando en el río Derwent, la tercera vez en Epsford, donde murieron tanto Horsa como el hijo de Vortigern, Catigern, y por último "cerca de la piedra en la orilla del mar galo", donde los sajones fueron derrotados y huyeron a sus barcos.
Después de un "breve intervalo", Vortimer murió y los sajones se establecieron, "asistidos por paganos extranjeros". Hengest reunió a sus fuerzas y envió a Vortigern una oferta de paz. Vortigern aceptó y Hengest preparó un banquete para reunir a los líderes britanos y sajones. Sin embargo, ordenó a sus hombres que ocultaran cuchillos bajo sus pies. En el momento adecuado, Hengest gritó nima der sexa ("tomen sus cuchillos") y sus hombres masacraron a los desprevenidos britanos. Sin embargo, perdonaron a Vortigern, quien se salvó entregando a los sajones los territorios de Essex, Sussex, Middlesex y otros distritos entonces sin nombre.
El obispo Germán de Auxerre fue aclamado como comandante de las fuerzas britanas. Orando, cantando "aleluya" y clamando a Dios, los britanos expulsaron a los sajones al mar. Luego, Germán oró durante tres días y tres noches en el castillo de Vortigern y fuego cayó del cielo y envolvió el castillo. Vortigern, la hija de Hengest, las otras esposas de Vortigern y todos los demás habitantes murieron quemados. Se proporcionan posibles destinos alternativos para Vortigern. Sin embargo, los sajones continuaron aumentando en número y, después de la muerte de Hengest, su hijo Ochta lo sucedió.

### Historia Regum Britanniae

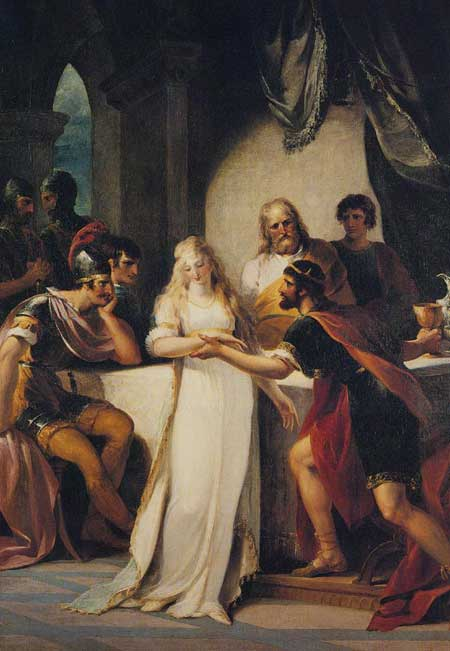
Vortigern y Rowena, por William Hamilton (1793)

En su obra del siglo XII, a veces descrita como "pseudohistórica", Historia Regum Britanniae (La historia de los reyes de Bretaña), Geoffrey de Monmouth adaptó y amplió enormemente el relato de la historia de los britanos. Hengest y Horsa aparecen en los libros 6 y 8 de este manuscrito:
Libro 6
Geoffrey registra que llegaron a Kent tres bergantines o largas galeras, llenas de hombres armados y comandados por dos hermanos, Hengest y Horsa. Vortigern se encontraba entonces en Dorobernia (Canterbury) y ordenó que los "extraños altos" fueran recibidos pacíficamente y llevados ante él. Cuando Vortigern vio la compañía, inmediatamente observó que los hermanos "superaban a todos los demás tanto en nobleza como en gracia de persona". Les preguntó de qué país habían venido y por qué habían venido a su reino. Hengest ("cuyos años y sabiduría le daban precedencia") respondió que habían abandonado su tierra natal de Sajonia para ofrecer sus servicios a Vortigern o algún otro príncipe, como parte de una costumbre sajona en la que, cuando el país se superpoblaba, jóvenes capaces eran elegidos por sorteo para buscar fortuna en otras tierras. Hengest y Horsa fueron nombrados generales de los exiliados, como correspondía a su noble cuna.
Vortigern se entristeció cuando supo que los extraños eran paganos, pero aun así se alegró de su llegada, ya que estaba rodeado de enemigos. Preguntó a Hengest y Horsa si le ayudarían en sus guerras, ofreciéndoles tierras y "otras posesiones". Aceptaron la oferta, llegaron a un acuerdo y se quedaron con Vortigern en su corte. Poco después, los pictos llegaron de Alba con un inmenso ejército y atacaron la zona norte del reino de Vortigern. En la batalla que siguió "los britanos tuvieron pocas ocasiones de esforzarse, porque los sajones lucharon con tanta valentía que el enemigo, antes victorioso, rápidamente se puso en fuga".
En agradecimiento, Vortigern aumentó las recompensas que había prometido a los hermanos. A Hengest se le dieron "grandes posesiones de tierras en Lindsey para la subsistencia de él y sus compañeros soldados". Hengest, un "hombre de experiencia y sutileza", le dijo a Vortigern que sus enemigos lo atacaban por todos lados y que sus súbditos deseaban deponerlo y convertir a Ambrosio Aureliano en rey. Pidió al rey que le permitiera enviar un mensaje a Sajonia pidiendo más soldados. Vortigern estuvo de acuerdo y agregó que Hengest podía invitar a quien quisiera, afirmando: "No tendrás ningún rechazo de mi parte en lo que desees".
Hengest se inclinó profundamente en señal de agradecimiento y pidió además que lo nombraran cónsul o príncipe, como correspondía a su nacimiento. Vortigern respondió que no estaba en su poder hacer esto, razonando que Hengest era un pagano extranjero y no sería aceptado por los señores britanos. Entonces, Hengest pidió permiso para construir una fortaleza en un terreno lo suficientemente pequeño como para poder rodearlo con una correa de cuero. Vortigern lo aceptó y ordenó a Hengest que invitara a más sajones.
Después de ejecutar las órdenes de Vortigern, Hengest tomó la piel de un toro y la convirtió en una sola correa, que usó para rodear un lugar rocoso cuidadosamente elegido (quizás en Caistor, en Lindsey). Aquí construyó el castillo de Kaercorrei, o, en sajón, Thancastre: "castillo de la correa".
Los mensajeros regresaron de Alemania con dieciocho barcos llenos de los mejores soldados que pudieron conseguir, así como con la hermosa hija de Hengest, Rowena. Hengest invitó a Vortigern a ver su nuevo castillo y a los soldados recién llegados. Tuvo lugar un banquete en Thancastre, en el que Vortigern, borracho, le pidió a Hengest que le permitiera casarse con Rowena. Horsa y los hombres estuvieron de acuerdo en que Hengest debería permitir el matrimonio, con la condición de que Vortigern le entregara el territorio de Kent.
Vortigern y Rowena se casaron inmediatamente y Hengest recibió Kent. El rey, aunque encantado con su nueva esposa, se ganó el odio de sus nobles y de sus tres hijos.
Como su nuevo suegro, Hengest hizo más exigencias a Vortigern:

Como soy vuestro padre, reclamo el derecho de ser vuestro consejero: no despreciéis, pues, mi consejo, ya que es a mis compatriotas a quienes debéis la conquista de todos vuestros enemigos. Invitemos a mi hijo Octa y a su hermano Ebissa, que son valientes soldados, y démosles los países que están en el norte de Gran Bretaña, junto al muro, entre Deira y Alba. Porque obstaculizarán las incursiones de los bárbaros, y así disfrutaréis de paz al otro lado del Humber.

Vortigern estuvo de acuerdo. Al recibir la invitación, Octa, Ebissa y otro señor, Cerdic, partieron inmediatamente hacia Gran Bretaña con trescientos barcos. Vortigern los recibió amablemente y les hizo abundantes obsequios. Con su ayuda, Vortigern derrotó a sus enemigos en cada enfrentamiento. Mientras tanto, Hengest continuó invitando a más barcos, aumentando su número diariamente. Al presenciar esto, los britanos intentaron que Vortigern desterrara a los sajones, pero a causa de su esposa no lo hizo. En consecuencia, sus súbditos se volvieron contra él y tomaron a su hijo Vortimer como rey. Los sajones y los britanos, liderados por Vortimer, se enfrentaron en cuatro batallas. En el segundo, Horsa y el hermano de Vortimer, Catigern, se mataron entre sí. En la cuarta batalla, los sajones habían huido a Thanet, donde Vortimer los sitió. Cuando los sajones ya no pudieron soportar los ataques britanos, enviaron a Vortigern a pedirle a su hijo que les permitiera un salvoconducto de regreso a Alemania. Mientras se llevaban a cabo las discusiones, los sajones abordaron sus barcos y se marcharon, dejando atrás a sus esposas e hijos.
Rowena envenenó al victorioso Vortimer y Vortigern regresó al trono. A petición de su esposa, invitó a Hengest a regresar a Gran Bretaña, pero le ordenó que trajera sólo un pequeño séquito. Hengest, sabiendo que Vortimer estaba muerto, reunió un ejército de 300.000 hombres. Cuando Vortigern recibió la noticia de la inminente llegada de la vasta flota sajona, decidió luchar contra ellos. Rowena alertó de esto a su padre, quien, después de considerar varias estrategias, resolvió hacer una demostración de paz y envió embajadores a Vortigern.
Los embajadores informaron a Vortigern que Hengest solo había traído una cantidad limitada de hombres porque no sabía de la muerte de Vortimer y temía nuevos ataques por su parte. Ahora que no había ninguna amenaza, Vortigern podía elegir entre los hombres a los que deseaba regresar a Alemania. Vortigern quedó muy complacido con estas noticias y acordó reunirse con Hengest el primero de mayo en el monasterio de Ambrius.
Antes de la reunión, Hengest ordenó a sus soldados que llevaran largas dagas debajo de la ropa. A la señal "Nemet oure saxas" ("tomen sus cuchillos"), los sajones cayeron sobre los desprevenidos britanos y los masacraron, mientras Hengest sujetaba a Vortigern por su capa. Murieron 460 barones y cónsules britanos, así como algunos sajones a quienes los britanos mataron a golpes con garrotes y piedras. Vortigern estuvo cautivo y amenazado de muerte hasta que renunció al control de las principales ciudades de Gran Bretaña en favor de Hengest. Una vez libre, huyó a Cambria.
Libro 8
En Cambria, Merlín profetizó a Vortigern que los hermanos Ambrosio Aureliano y Uther Pendragon (que habían huido a Armórica cuando eran niños después de que Vortigern matara a su hermano Constante y a su padre, el rey Constantino) regresarían para vengarse y derrotar a los sajones. Llegaron al día siguiente y, tras reunir a los britanos dispersos, Aurelio fue proclamado rey. Luego marchó hacia Cambria y quemó vivo a Vortigern en su torre, antes de fijar su mirada en los sajones.
Hengest quedó aterrorizado ante la noticia de la muerte de Vortigern y huyó con su ejército más allá del Humber. Se armó de valor ante la aproximación de Aureliano y seleccionó a los más valientes entre sus hombres para defenderlo. Hengest dijo a estos hombres elegidos que no temieran a Aureliano, porque había traído menos de 10.000 britanos armóricos (difícilmente valía la pena tener en cuenta a los britanos nativos), mientras que había 200.000 sajones. Hengest y sus hombres avanzaron hacia Aureliano en un campo llamado Maisbeli (probablemente Ballifield, cerca de Sheffield), con la intención de tomar a los britanos por sorpresa, pero Aureliano se anticipó a ellos.
Mientras marchaban para encontrarse con los sajones, Eldol, duque de Gloucester, le dijo a Aureliano que deseaba mucho encontrarse con Hengest en combate, y señaló que "uno de nosotros dos debería morir antes de separarnos". Explicó que había estado en la Noche de los cuchillos largos, pero que había escapado cuando Dios le arrojó una estaca para defenderse, convirtiéndolo en el único britano presente que sobrevivió. Mientras tanto, Hengest estaba colocando a sus tropas en formación, dando instrucciones y caminando a través de las líneas de tropas, "para animarlas más".
Con los ejércitos en formación, comenzó la batalla entre britanos y sajones, y ambos bandos sufrieron "una pérdida no pequeña de sangre". Eldol se centró en intentar encontrar a Hengest, pero no tuvo oportunidad de luchar contra él. "Por el favor especial de Dios", los britanos tomaron la delantera y los sajones se retiraron y se dirigieron a Kaerconan (Conisbrough). Aureliano los persiguió, matando o esclavizando a cualquier sajón que encontrara en el camino. Al darse cuenta de que Kaerconan no resistiría a Aureliano, Hengest se detuvo fuera de la ciudad y ordenó a sus hombres resistir, "porque sabía que toda su seguridad ahora estaba en su espada".
Aureliano llegó a Hengest y se produjo una lucha "muy furiosa", en la que los sajones mantuvieron su posición a pesar de las grandes pérdidas. Estuvieron a punto de ganar antes de que llegara un destacamento de caballos de los britanos armóricos. Cuando llegó Gorlois, duque de Cornualles, Eldol supo que el día estaba ganado y agarró el casco de Hengest y lo arrastró a las filas britanos. Los sajones huyeron. Octa, el hijo de Hengest, se retiró a York y su pariente Eosa a Alclud (Dumbarton).
Tres días después de la batalla, Aureliano convocó a un consejo de oficiales principales para decidir qué hacer con Hengest. El hermano de Eldol, Eldad, obispo de Gloucester, dijo:

Aunque todos deberían ser unánimes a favor de dejarlo en libertad, yo lo haría pedazos. El profeta Samuel es mi garantía, quien, teniendo en su poder a Agag, rey de Amalec, lo cortó en pedazos, diciendo: "Como tu espada dejó a las mujeres sin hijos, así tu madre se quedará sin hijos entre las mujeres". Haz, pues, lo mismo con Hengest, que es un segundo Agag.

En consecuencia, Eldol sacó a Hengest de la ciudad y le cortó la cabeza. Aureliano, "que mostró moderación en toda su conducta", dispuso que fuera enterrado y que se levantara un túmulo sobre su cadáver, según la costumbre de los paganos. Octa y Eosa se rindieron a Aureliano, quien les concedió el país fronterizo con Escocia e hizo un pacto firme con ellos.

### Edda prosaica
El islandés Snorri Sturluson, que escribió en el siglo XIII, menciona brevemente a Hengest en el Prólogo, el primer libro de la Edda prosaica. Esta sección ofrece un relato evemerizado de la historia germánica, incluido el detalle de que Woden puso a tres de sus hijos a cargo de Sajonia. El gobernante del este de Sajonia era Veggdegg, uno de cuyos hijos fue Vitrgils, el padre de Vitta, el padre de Hengest.

## En ornamentos decorativos
En las granjas de Baja Sajonia y Schleswig-Holstein, los frontones con cabeza de caballo se denominaban "Hengst und Hors" (en bajo alemán, "semental y yegua") ya alrededor de 1875. El filólogo austríaco Rudolf Simek señala que estos frontones con cabeza de caballo todavía pueden puede verse hoy, y dice que estos frontones confirman que Hengest y Horsa fueron originalmente considerados seres mitológicos con forma de caballo. Por su parte, el filólogo británico Martin Litchfield West comenta que las cabezas de caballo pueden haber sido restos de prácticas religiosas paganas en la zona.

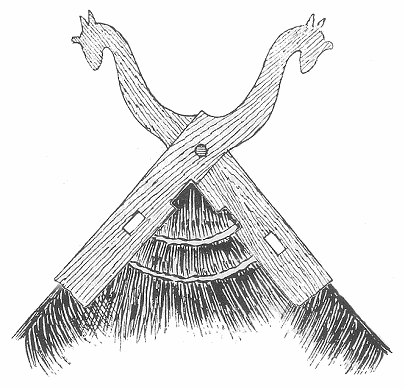
Bosquejo del frontón de una casa de campo
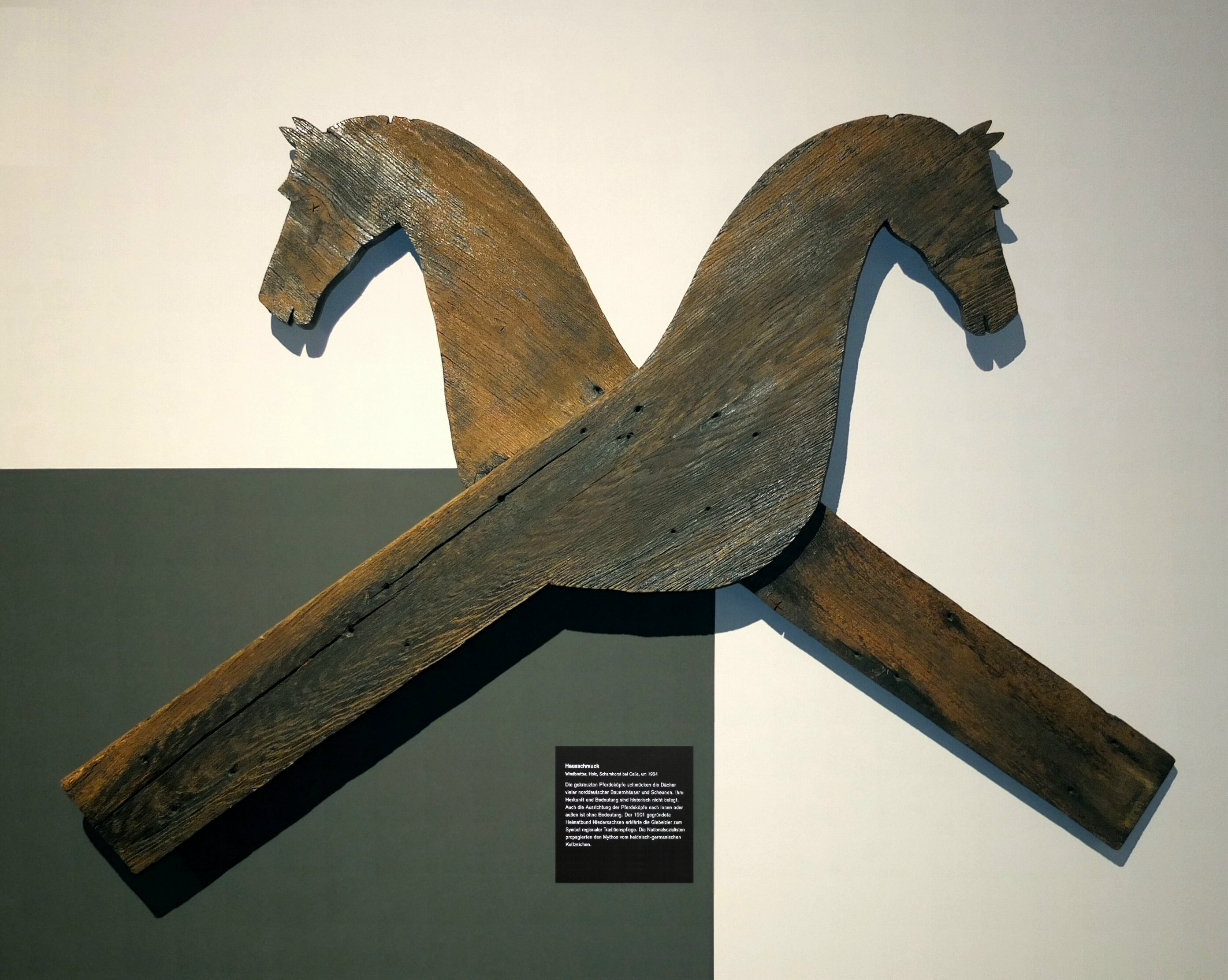
Frontón con cabezas de caballo cruzadas, Hannover
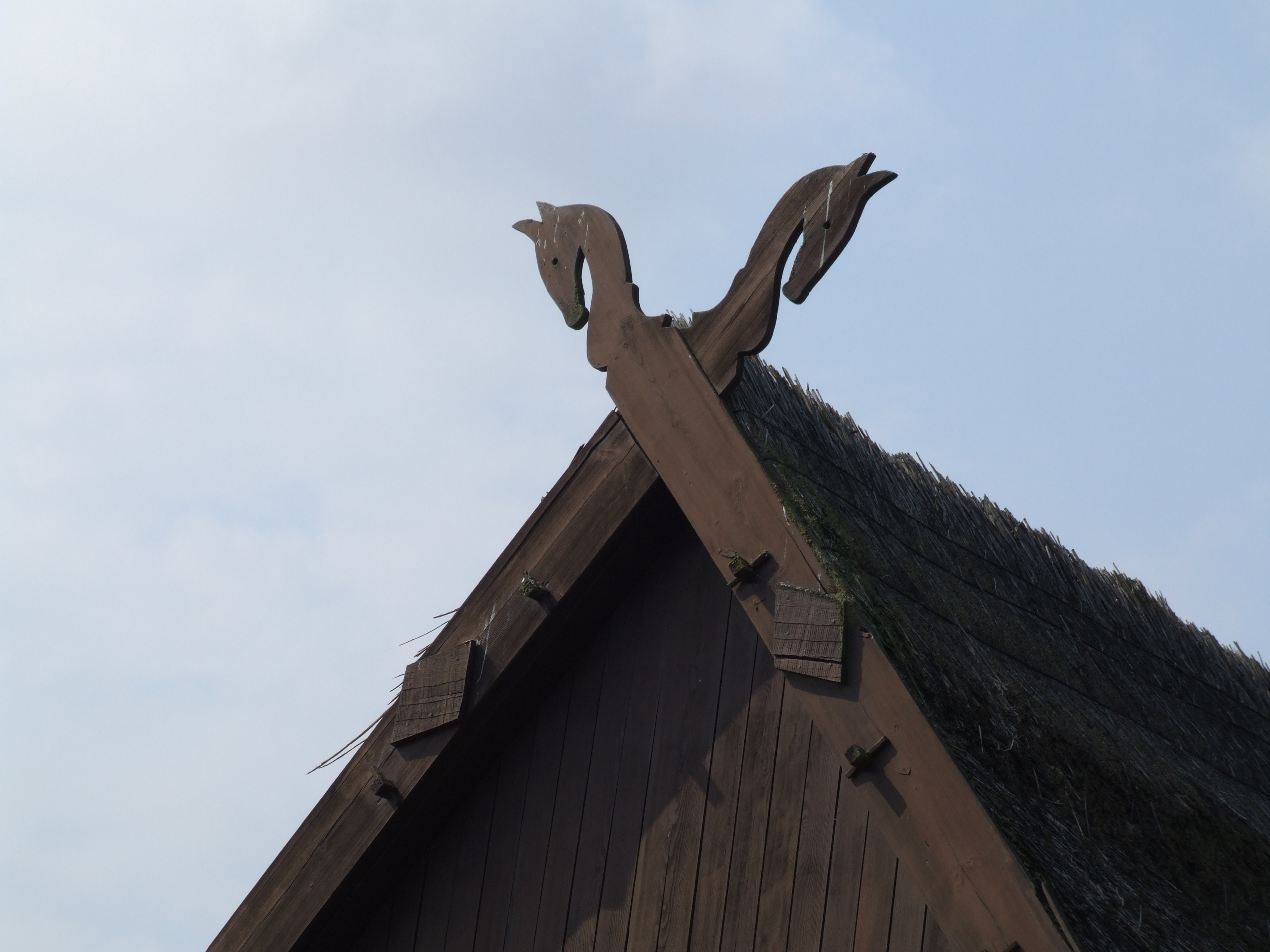
Frontón en Mecklemburgo-Pomerania Occidental
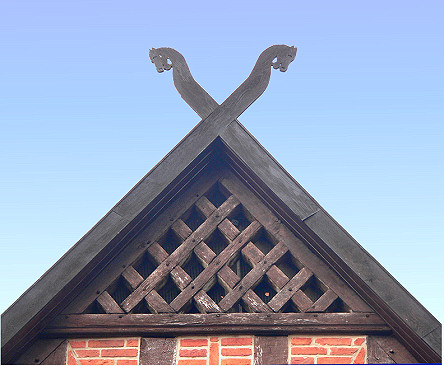
Frontón en Hannover
Escudo de armas de Buchholz in der Nordheide
Escudo de armas de Thune, Brunswick
Escudo de armas de Spornitz, Mecklemburgo-Pomerania Occidental
Una versión de 1877 del logotipo del movimiento cooperativo de granjeros de Raiffeisen

## Teorías

### Fragmento de FinnsburgyBeowulf
Un Hengest aparece en la línea 34 del Fragmento de Finnsburg, que describe la legendaria Batalla de Finnsburg. En Beowulf, un scop (poeta) recita una composición que resume los acontecimientos de Finnsburg, incluida información que no se proporciona en el fragmento. Hengest es mencionado en las líneas 1082 y 1091.
Algunos eruditos han propuesto que la figura mencionada en ambas referencias es la misma que la del Hengest de los relatos de Hengest y Horsa, aunque Horsa no se menciona en ninguna de las fuentes. En su obra Finn and Hengest, el filólogo y escritor J. R. R. Tolkien argumentó que Hengest era una figura histórica y que llegó a Gran Bretaña después de los acontecimientos registrados en el Fragmento de Finnsburg y Beowulf. Patrick Sims-Williams es más escéptico ante el relato y sugiere que la fuente de Canterbury de Beda, en la que se basó para su relato de Hengest y Horsa en la Historia eclesiástica, había confundido dos tradiciones separadas.

### Hermanos gemelos germánicos y caballos gemelos indoeuropeos divinos
Varias fuentes atestiguan que los pueblos germánicos veneraban a una divina pareja de hermanos gemelos. La referencia más antigua a esta práctica deriva del historiador griego Timeo de Tauromenio (c. 345 – c. 250 a. C.). Timeo registra que los celtas del Mar del Norte eran especialmente devotos de lo que él describe como Cástor y Pólux. En su obra titulada Germania, Tácito registra la veneración de Alcis, a quien identifica con Cástor y Pólux. Las leyendas germánicas mencionan a varios hermanos como figuras fundadoras. El historiador de los siglos I y II Dion Casio cita a los hermanos Raos y Raptos como los líderes de los asdingos. Según la Historia de los lombardos, escrita en el siglo VIII por Pablo el Diácono, los lombardos emigraron hacia el sur desde Escandinavia liderados por Ibur y Aio, mientras que Saxo Grammaticus registra en sus Hechos de los daneses, del siglo XII, que esta migración fue impulsada por Aggi y Ebbi. En culturas indoeuropeas relacionadas, se atestiguan tradiciones similares, como los dioscuros (Cástor y Pólux). Los estudiosos han teorizado que estos gemelos divinos en las culturas indoeuropeas provienen de gemelos divinos en la cultura protoindoeuropea prehistórica.
El arqueólogo J. P. Mallory comenta sobre la gran importancia del caballo en la religión indoeuropea, ejemplificada "más obviamente" por varios hermanos míticos que aparecen en la leyenda indoeuropea, incluidos Hengest y Horsa:

Algunos sostendrían que el animal "principal" del sacrificio y ritual indoeuropeo era probablemente el caballo. Ya hemos visto cómo su arraigo en la sociedad protoindoeuropea reside no sólo en su reconstrucción léxica sino también en la proliferación de nombres personales que contienen "caballo" como elemento entre los diversos pueblos indoeuropeos. Además, somos testigos de la importancia del caballo en los rituales y la mitología indoeuropeos. Uno de los ejemplos más evidentes es la representación recurrente de gemelos como los "jinetes" indios Ashuin, los jinetes griegos Cástor y Pólux, los legendarios colonos anglosajones Horsa y Hengest [...] o los gemelos irlandeses de Macha, nacida después de haber completado una carrera de caballos. Todos ellos atestiguan la existencia de gemelos divinos indoeuropeos asociados o representados por caballos.

### Caballo Blanco de Uffington

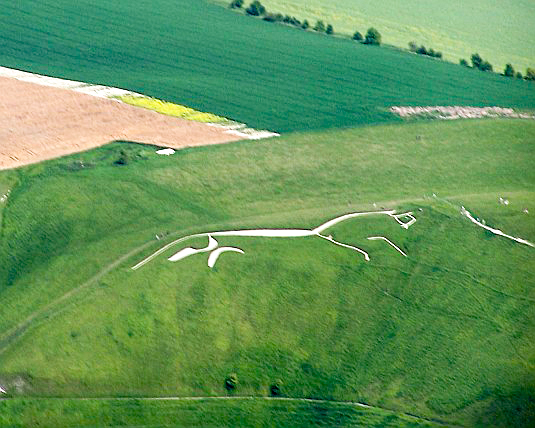
El Caballo Blanco de Uffington

En su obra del siglo XVII Monumenta Britannica, el anticuario y escritor John Aubrey atribuye la figura de la colina del Caballo Blanco de Uffington a Hengest y Horsa, afirmando que "el Caballo Blanco fue su estandarte en la conquista de Gran Bretaña". Sin embargo, también atribuye los orígenes del caballo a los antiguos britanos, razonando que el caballo se parece a las monedas celtas de la Edad del Hierro. Como resultado, los defensores del origen sajón de la figura debatieron con los que favorecían un origen britano antiguo durante tres siglos después de los hallazgos de Aubrey. En 1995, utilizando datación por luminiscencia estimulada ópticamente, David Miles y Simon Palmer de la Unidad de Arqueología de Oxford dataron el origen del Caballo Blanco de Uffington en la Edad del Bronce.

### Aschanes
Los hermanos Grimm identificaron a Hengest con Aschanes, mítico primer rey de los sajones, en sus notas para la leyenda número 413 de sus Leyendas alemanas. El editor y traductor Donald Ward, en su comentario sobre el cuento, considera la identificación insostenible por motivos lingüísticos.

## Influencia moderna

Escudo de armas de Bünde, Alemania, mostrando a Hengest y Horsa

Hengest y Horsa han aparecido en diversos medios de comunicación en el período moderno.
- Escrita entre 1616 y 1620, la obra de Thomas Middleton Hengest, rey de Kent ofrece representaciones tanto de Hengest como de Horsa (llamado Hersus).[47]
- El 6 de julio de 1776 se reunió el primer comité para la producción del Gran sello de los Estados Unidos. Uno de los tres miembros del comité, Thomas Jefferson, propuso que en un lado del sello figuraran Hengest y Horsa, "los jefes sajones de quienes reclamamos el honor de ser descendientes, y cuyos principios políticos y forma de gobierno asumimos".[48]
- "Hengest y Horsus" aparecen como antagonistas en la obra Vortigern y Rowena, que fue promocionada como una obra recién descubierta de William Shakespeare en 1796, pero que pronto fue revelada como un engaño del autor y falsificador William Henry Ireland.[49]
- La pareja tiene placas en el templo alemán de Walhalla en Ratisbona, Baviera, que honra a figuras distinguidas de la historia alemana.[50]
- Durante la Segunda Guerra Mundial, dos planeadores militares británicos tomaron sus nombres de los hermanos: el Slingsby Hengist[51] y el Airspeed Horsa.[52]
- El poeta estadounidense del siglo XX Robinson Jeffers compuso un poema titulado Ode to Hengist and Horsa.[53]
- El poema Hengist quiere hombres (449 A.D.), del escritor argentino Jorge Luis Borges, fue publicado traducido al inglés en The New Yorker en 1977.[54]
- En 1949, el príncipe Jorge Valdemar de Dinamarca llegó a la bahía de Pegwell, en Kent, para dedicar el drakkar Hugin en conmemoración del desembarco de Hengest y Horsa en la cercana Ebbsfleet 1500 años antes, en el año 449.[55]
- Aunque no se hace referencia a Hengest y Horsa en los cuentos medievales del Rey Arturo, algunos relatos artúricos modernos sí los vinculan. Por ejemplo, en la Trilogía de Merlín de la novelista Mary Stewart, Aureliano ejecuta a Hengest y Horsa; Hengest recibe todos los honores funerarios sajones y es incinerado con sus armas en una pira.
- En La conciencia del rey, del escritor y arqueólogo Alfred Duggan, Hengest desempeña un papel importante en los inicios de la carrera de Cerdic Elesing, el legendario fundador del reino de Wessex.
- Parte de la carretera A299 en la isla de Thanet lleva el nombre de Hengist Way.[56]